# President's Cup
President's Cup je hokejová trofej v juniorské lize Quebec Major Junior Hockey League, kterou obdrží vítězný tým v play-off QMJHL. Držitel trofeje je nominovaný do Memorial Cupu.

## Držitelé
- Tučně jsou označeni vítězové Memorial Cupu.

| Sezóna  | Vítěz                    | Výsledek | Finalista                    |
| ------- | ------------------------ | -------- | ---------------------------- |
| 2021-22 | Shawinigan Cataractes    | 4-1      | Charlottetown Islanders      |
| 2020-21 | Victoriaville Tigers     | 4-2      | Val-dOr Foreous              |
| 2018–19 | Rouyn-Noranda Huskies    | 4–2      | Halifax Mooseheads           |
| 2017–18 | Acadie–Bathurst Titan    | 4–2      | Blainville-Boisbriand Armada |
| 2016–17 | Saint John Sea Dogs      | 4–0      | Blainville-Boisbriand Armada |
| 2015–16 | Rouyn-Noranda Huskies    | 4–1      | Shawinigan Cataractes        |
| 2014–15 | Rimouski Océanic         | 4–3      | Quebec Remparts              |
| 2013–14 | Val-d'Or Foreurs         | 4–3      | Baie-Comeau Drakkar          |
| 2012–13 | Halifax Mooseheads       | 4–1      | Baie-Comeau Drakkar          |
| 2011–12 | Saint John Sea Dogs      | 4–0      | Rimouski Océanic             |
| 2010–11 | Saint John Sea Dogs      | 4–2      | Gatineau Olympiques          |
| 2009–10 | Moncton Wildcats         | 4–2      | Saint John Sea Dogs          |
| 2008–09 | Drummondville Voltigeurs | 4–3      | Shawinigan Cataractes        |
| 2007–08 | Gatineau Olympiques      | 4–1      | Rouyn-Noranda Huskies        |
| 2006–07 | Lewiston Maineiacs       | 4–0      | Val-d'Or Foreurs             |
| 2005–06 | Moncton Wildcats         | 4–2      | Quebec Remparts              |
| 2004–05 | Rimouski Océanic         | 4–0      | Halifax Mooseheads           |
| 2003–04 | Gatineau Olympiques      | 4–1      | Moncton Wildcats             |
| 2002–03 | Hull Olympiques          | 4–3      | Halifax Mooseheads           |
| 2001–02 | Victoriaville Tigres     | 4–2      | Acadie–Bathurst Titan        |
| 2000–01 | Val-d'Or Foreurs         | 4–0      | Acadie–Bathurst Titan        |
| 1999–00 | Rimouski Océanic         | 4–1      | Hull Olympiques              |
| 1998–99 | Acadie-Bathurst Titan    | 4–3      | Hull Olympiques              |
| 1997–98 | Val-d'Or Foreurs         | 4–0      | Rimouski Océanic             |
| 1996–97 | Hull Olympiques          | 4–0      | Chicoutimi Saguenéens        |
| 1995–96 | Granby Prédateurs        | 4–1      | Beauport Harfangs            |
| 1994–95 | Hull Olympiques          | 4–1      | Laval Titan Collège Français |
| 1993–94 | Chicoutimi Saguenéens    | 4–2      | Laval Titan                  |
| 1992–93 | Laval Titan              | 4–1      | Sherbrooke Faucons           |
| 1991–92 | Verdun Collège Français  | 4–2      | Trois-Rivières Draveurs      |
| 1990–91 | Chicoutimi Saguenéens    | 4–0      | Drummondville Voltigeurs     |
| 1989–90 | Laval Titan              | 4–0      | Victoriaville Tigres         |
| 1988–89 | Laval Titan              | 4–3      | Victoriaville Tigres         |
| 1987–88 | Hull Olympiques          | 4–3      | Drummondville Voltigeurs     |
| 1986–87 | Longueuil Chevaliers     | 4–1      | Chicoutimi Saguenéens        |
| 1985–86 | Hull Olympiques          | 5–0      | Drummondville Voltigeurs     |
| 1984–85 | Verdun Junior Canadiens  | 4–0      | Chicoutimi Saguenéens        |
| 1983–84 | Laval Voisins            | 4–2      | Longueuil Chevaliers         |
| 1982–83 | Verdun Juniors           | 4–1      | Longueuil Chevaliers         |
| 1981–82 | Sherbrooke Castors       | 4–0      | Trois-Rivières Draveurs      |
| 1980–81 | Cornwall Royals          | 4–1      | Trois-Rivières Draveurs      |
| 1979–80 | Cornwall Royals          | 4–2      | Sherbrooke Castors           |
| 1978–79 | Trois-Rivières Draveurs  | 4–0      | Sherbrooke Castors           |
| 1977–78 | Trois-Rivières Draveurs  | 4–0      | Montreal Juniors             |
| 1976–77 | Sherbrooke Castors       | 4–1      | Quebec Remparts              |
| 1975–76 | Quebec Remparts          | 4–2      | Sherbrooke Castors           |
| 1974–75 | Sherbrooke Castors       | 4–1      | Laval National               |
| 1973–74 | Quebec Remparts          | 4–2      | Sorel Éperviers              |
| 1972–73 | Quebec Remparts          | 4–3      | Cornwall Royals              |
| 1971–72 | Cornwall Royals          | 4–2–1    | Quebec Remparts              |
| 1970–71 | Quebec Remparts          | 4–1      | Shawinigan Bruins            |
| 1969–70 | Quebec Remparts          | 4–0      | Saint-Jérôme Alouettes       |